# Химически опасный объект
Химически опасный объект — опасный производственный объект, на котором хранят, перерабатывают, используют или транспортируют опасные химические вещества, при аварии на котором или при разрушении которого может произойти гибель или химическое поражение людей, сельскохозяйственных животных и растений, а также химическое заражение окружающей природной среды.
К такого рода объектам относятся:
- Химическая промышленность,
- Нефтехимическая промышленность,
- Нефтехимические и подобные им заводы и предприятия.

Такие производства связаны с вредными химическими веществами и с химическими энергоносителями. Номенклатура продукции, выпускаемой химическим заводом с передовой технологией, может включать тысячи различных материалов и веществ, многие из которых чрезвычайно токсичны и ядовиты.
1. Значительная часть объектов нехимических отраслей промышленности, где в технологических процессах применяются опасные вещества и имеют место химические превращения (целлюлозно-бумажная, текстильная, пищевая, металлургическая промышленность, коммунальные предприятия).
2. Исследовательские центры, аммиачные холодильные установки, склады (хранилища) и терминалы, транспортные средства и трубопроводы.
3. Военно-химические объекты (склады и полигоны, заводы по уничтожению химических боеприпасов, спецтранспорт, склады и объекты ракетных топлив).

Аварийные ситуации с выбросом (угрозой выброса) опасных химических веществ возможны в процессе производства, транспортировки, хранения, переработки, а также при преднамеренном разрушении (повреждении) объектов с химической технологией, складов, мощных аммиачных холодильных устройств и водоочистных сооружений, газопроводов (продуктопроводов) и транспортных средств, обслуживающих эти объекты и отрасли промышленности.
Степень химической опасности объекта устанавливается исходя из доли населения, попадающего в зону возможного химического заражения при аварии на химически опасном объекте, от общей численности населения. Для объектов экономики установлены 4 степени химической опасности:
- 1-я степень — в зону возможного химического заражения попадает свыше 75 тысяч человек;
- 2-я степень — в зону возможного химического заражения попадает 40-75 тысяч человек;
- 3-я степень — в зону возможного химического заражения попадает менее 40 тысяч человек;
- 4-я степень — зона возможного химического заражения сильнодействующих ядовитых веществ находится в пределах санитарно-защитной зоны объекта.